# Geschiedenis van Saramacca (district)
Dit artikel beschrijft een deel van de geschiedenis van het district Saramacca in Suriname.

## Ontwikkeling vanGroningen
Het heeft lang geduurd voordat Groningen, de hoofdplaats van Saramacca, zich ontwikkelde. Pas na 1960, toen de oost-westverbinding met Paramaribo tot stand was gekomen, werd het plaatsje beter bereikbaar.
In 1790 werd op deze plaats een vijfhoekig fort gebouwd, dat door gouverneur Jan Gerhard Wichers Groningen werd genoemd, naar zijn geboorteplaats in Nederland. Aan de overkant van de rivier werd een leprakolonie aangelegd, Voorzorg. In 1824 werden de melaatsen van Voorzorg verplaatst naar leprozerie Batavia aan de Coppename. Fort Groningen maakte deel uit van een cordon van forten. Ter plaatse bevonden zich weinig plantages, en Groningen kwam daardoor niet erg tot ontwikkeling. Er waren plannen voor de bouw van een stadje, dat Colombia zou heten, maar uit veel meer dan het fort, een paar straten, een kerkhofje en een kerk uit 1830 van de Evangelische Broedergemeente Suriname bestond Groningen niet. August Kappler beschreef het gebied in zijn periode als militair in Suriname (1836-1842), en merkt over Groningen op: "naar de hoofdzaak, te weten, huizen, zoekt men tevergeefs".

## Het ontstaan van de plantages
Nadat in 1790 de militaire basis Groningen was gesticht, begon men met de aanleg van plantages. De eerste plantages waren Catharina Sophia en La Prevoyance, beide aangelegd door gouverneur Jurriaan François de Friderici.  Later kwamen hier nog anderen bij, waaronder Hamburg, Bethune, Frankfort, Calcutta, Uitkijk (aan de linkeroever van de Saramacca), en Sara-Maria, Bombay en Huwelijkszorg (aan de rechteroever van de Saramacca).